# Стражеви катер
Стражеви катер (СКА/СТК) – клас бързоходен, малък боен кораб (бойни катери), предназначен за изпъление на такива задачи, като: охрана на държавните граници, носене на стражева и дозорна (патрулна) служба в крайбрежната зона и подходите на военноморските бази (ВМБ), артилерийска борба с торпедните, стражевите и артилерийските катери на противника. Обикновено имат ѝ артилерийско въоръжение.
По време на бойни действия се използват за охрана на кораби и транспорти в крайбрежните комуникации, ескорт на подводници при излизането или връщането им в базите.